# 사토 료 (1997년 11월)
사토 료(일본어: 佐藤 亮, 1997년 11월 24일~)는 일본의 축구 선수이다.

## 구단 경력
그는 2020년 J2리그의 기라반츠 기타큐슈에 입단했다. 2021년후 J3리그에 강등했다. 2022년까지 87경기에 출전하여, 15득점을 넣었다. 2023년 J2리그의 더스파구사쓰 군마(더스파 군마)로 이적했다. 2025년 에히메 FC로 이적했다.